# Now You See It
Now You See It ist ein US-amerikanischer Kurzfilm aus der Reihe Pete Smith Specialties, der 1947 veröffentlicht wurde.

## Inhalt
In diesem „Pete Smith Specialty“ werden kleine und winzige Dinge in Nahaufnahmen gezeigt. So kann man das Uhrwerk einer Armbanduhr sehen, eine Katzenzunge, Moskitolarven, eine Gottesanbeterin, ein Fliegenauge, beide Enden einer Raupe, einen frisch geschlüpften Kolibri und ein Schlangenauge. Im Falle der Moskitos wird eine Bilderserie in Zeitraffer von der Moskitolarve bis zum ausgewachsenen Insekt gezeigt. Der Sprecher erklärt zudem, warum es so schwierig ist, eine Fliege zu fangen.

## Hintergrund
Die Premiere der Produktion von MGM fand am 20. März 1947 statt.
Sprecher des Films war der Produzent Pete Smith.

## Auszeichnung
1948 wurde der Film in der Kategorie Bester Kurzfilm (eine Filmrolle) für den Oscar nominiert.